# M-Kids
Le M-Kids sono state una girl band di musica pop belga formata nel 2000 e attiva fino al 2005. Erano composte da Tamara Cambré, Britt De Winter e Davina Cambré.

## Carriera
Le tre componenti delle M-Kids sono state selezionate attraverso delle audizioni. L'idea era quella di creare un prodotto simile alle K3, un trio composto da ragazze adulte diventato estremamente popolare fra i giovanissimi fiamminghi ed olandesi, con la differenza che le M-Kids erano adolescenti. Il gruppo è rimasto attivo fino al suo scioglimento nel 2005.
Sin dal loro debutto all'inizio del 2001, le M-Kids hanno riscosso un notevole successo commerciale: i loro due primi singoli Swingen e Magniedit magniedat... hanno raggiunto la top 10 della Ultratop 50 Singles, la classifica fiamminga dei singoli, e sono stati certificati disco d'oro per aver venduto più di 15 000 copie ciascuno, mentre il loro album di debutto Cool! è arrivato in vetta alla classifica belga e ha ottenuto un disco di platino per le 30 000 copie vendute.
All'inizio del 2002 è uscito Funky Monkey, il singolo apripista per il loro secondo album, che ha raggiunto il 4º posto in classifica e ha ottenuto un disco d'oro. Anche l'album Crazy! ha ottenuto un disco d'oro, ed è diventato il loro secondo disco numero uno nelle Fiandre.
All'inizio del 2003 il singolo di lancio per il loro terzo album, Indianedans, è diventato il loro più grande successo commerciale, raggiungendo il 2º posto nella Ultratop 50 Singles e regalando alle M-Kids il loro quarto singolo certificato disco d'oro. L'album Power! ha a sua volta ottenuto un disco d'oro, pur fermandosi alla 7ª posizione nella classifica degli album. A novembre 2003 l'album natalizio Sinterklaas viert feest in collaborazione con il Buzz Klub e Tina Bride è arrivato 39º in classifica.
In tre anni e mezzo di attività le M-Kids hanno piazzato tredici singoli nella Ultratop 50 Singles, sette dei quali hanno raggiunto la top 10. Hanno anche avuto successo, seppur in misura minore, nei Paesi Bassi, dove nove dei loro singoli sono entrati nella Single Top 100 (anche qui Indianedans si è rivelato il successo maggiore, raggiungendo il 17º posto); inoltre, Cool! e Crazy! hanno raggiunto rispettivamente il 31º e il 19º posto nella classifica degli album olandesi.

## Discografia

### Album
- 2001 - Cool!
- 2002 - Crazy!
- 2003 - Power!

### Album natalizi
- 2003 - Sinterklaas viert feest (con il Buzz Klub e Tina Bride)

### Raccolte
- 2002 - Het beste van!

### Singoli
- 2001 - Swingen
- 2001 - Magniedit magniedat...
- 2001 - Halloween
- 2001 - Een mooie droom
- 2002 - Funky Monkey
- 2002 - The Jungle Song!
- 2002 - Yo! Yo! Lang leve de muziek
- 2002 - Over & Out
- 2003 - Indianendans
- 2003 - Poppa Joe
- 2003 - Disco
- 2003 - BelCompany
- 2004 - SMS
- 2004 - Leve de vakantie!